# All My Loving
Az All My Loving a The Beatles dala az 1963-as With the Beatles albumról. Paul McCartney írta, és Lennon–McCartney szerzemény.
A dal egy Roy Orbinson-turné alatt fogalmazódott meg McCartney fejében, miközben borotválkozott. A szöveg követi a "levéldal" formulát (melyet már a P.S. I Love You esetében is alkalmaztak). Először a szöveg volt meg, melyet egy délután a turné autóbuszán írt meg, majd a helyszínen egy zongorán találta ki a dallamot. John Lennon gitárjátéka emlékeztet a The Crystals együttes Da Doo Ron Ron dalában hallható motívumra. 
A dalt 1963. július 30-án rögzítették, melyhez 13 felvétel készült.
1964 februárjában az amerikai EMI egy nagy sikerű középlemez címadó dalának tette meg. A dalt az együttes 1963-64-es turnái során is előadta (valamint ezzel a dallal debütáltak a The Ed Sullivan Show-ban 1964. február 9-én, melynek felvétele később az Anthology 1 albumon is megjelent). Emellett 3 alkalommal a BBC rádióműsoraiban is előadták. A dal két filmjükben is elhangzik: az Egy nehéz nap éjszakájában és a Magical Mystery Tour-ban (itt zenekarra írt változatban). 1980-ban a new york-i Roosevelt Hospital-ban ez a dal szólt akkor, amikor Lennont a pisztolylövésekből próbálták újjáéleszteni. McCartney koncertkörútjain a mai napig játssza. A 2003-as világkörüli turné budapesti Papp László Sportaréna fellépésén is elhangzott.

## Közreműködött
Ian MacDonald állítása szerint:

### The Beatles
- Paul McCartney – duplázott ének, basszusgitár
- John Lennon – vokál, ritmusgitár
- George Harrison – vokál, szólógitár
- Ringo Starr – dob

## Fordítás
Ez a szócikk részben vagy egészben  az   All My Loving című angol Wikipédia-szócikk fordításán alapul.  Az eredeti cikk szerkesztőit annak laptörténete sorolja fel. Ez a jelzés csupán a megfogalmazás eredetét és a szerzői jogokat jelzi, nem szolgál a cikkben szereplő információk forrásmegjelöléseként.

## Jegyzet
1. ↑  Joe: The Beatles Bible - Recording: Money, Till There Was You, Roll Over Beethoven, It Won't Be Long, All My Loving (brit angol nyelven). The Beatles Bible, 1963. július 30. (Hozzáférés: 2025. február 3.)
2. ↑  Bánosi György, Tihanyi Ernő. Beatles zenei kalauz, 10. o. (1999)
3. ↑  Pilapil, Annette: The Beatles’ American Debut on The Ed Sullivan Show turns 60 (amerikai angol nyelven). Ed Sullivan Show, 2024. február 9. (Hozzáférés: 2025. február 3.)
4. ↑  Today in History: February 9, the Beatles first performance on ‘The Ed Sullivan Show’ (angol nyelven). WTOP News, 2025. február 3. (Hozzáférés: 2025. február 3.)
5. ↑  Marsi József. Beatles kódex, 23. o. (2022)
6. ↑  Rapp, Allison RappAllison: Was 'All My Loving' the Last Song John Lennon Heard? (angol nyelven). Ultimate Classic Rock, 2021. november 22. (Hozzáférés: 2025. február 3.)
7. ↑  Thorpe, Vanessa. „John Lennon: the last day in the life”, The Observer, 2010. december 5. (Hozzáférés: 2025. február 3.) (brit angol nyelvű)
8. ↑  Paul McCartney Setlist at Papp László Sportaréna, Budapest (angol nyelven). setlist.fm. (Hozzáférés: 2025. február 3.)
9. ↑  MacDonald. A fejek forradalma, 135. o. (2015)